# Space Walk
Lo Space Walk è un gioco da tavolo creato dal tedesco Rüdiger Dorn e pubblicato nel 1999 dalla Ravensburger. Nonostante l'ambientazione, di tipo fantascientifico, il gioco è essenzialmente astratto e, in effetti, evidentemente ispirato ai mancala tradizionali. Persino il tavoliere di gioco, se si prescinde dall'artwork, si rivela un normale tavoliere da Wari con granai (lo stesso, per esempio, utilizzato da un altro mancala moderno, il Kalah). A differenza della maggior parte dei mancala, lo Space Walk può essere giocato da un numero di giocatori superiore a 2 (fino a 5 con l'equipaggiamento incluso nella scatola; ma in sostanza sarebbe pensabile con qualsiasi numero di giocatori).

## Regole del gioco

### Equipaggiamento
Lo Space Walk utilizza, essenzialmente, un tavoliere da mancala 2x6 (due file di sei buche) con due grandi buche laterali (granai). Le buche normali vengono chiamate pianeti, le buche grandi buchi neri.
Ogni giocatore dispone inoltre di 9 pezzi (astronavi): 3 piccole, 3 medie e 3 grandi. Space Walk si distingue dai normali mancala anche per il fatto che i pezzi sono colorati in modo diverso per i diversi giocatori. Ogni giocatore dispone inoltre di 3 "chip".

### Disposizione iniziale
Nella prima fase del gioco, i giocatori piazzano, a turno, una delle loro astronavi su un pianeta, fino a esaurimento delle astronavi.

### Turno
Nella seconda fase il giocatore di turno sceglie uno dei pianeti sui quali si trova almeno una delle sue astronavi, preleva tutte le astronavi presenti sul pianeta, e le deposita, in senso orario, con una normale "semina" mancala, ma col vincolo aggiuntivo che la semina deve deporre le astronavi in ordine decrescente di grandezza. 
Le astronavi deposte nei buchi neri vengono rimosse dal gioco.
In aggiunta alla mossa normale, alla fine del proprio turno, un giocatore può giocare una delle sue chip e:
- muovere di nuovo;
- spostare una delle sue astronavi sul pianeta successivo a quello attuale.

### Conclusione
Quando uno qualsiasi dei giocatori rimane senza astronavi, il gioco termina. Le astronavi sopravvissute attribuiscono punti ai loro proprietari (1 per le astronavi piccole, 3 per le medie e 4 per le grandi). Vince chi totalizza più punti.